# Turiasaurus riodevensis
Il turiasauro (Turiasaurus riodevensis) era un dinosauro erbivoro appartenente ai sauropodi. Visse tra il Giurassico superiore e il Cretaceo inferiore (140-135 milioni di anni fa) e i suoi resti fossili sono stati ritrovati in Spagna. 

## Descrizione
Questo animale rappresenta il più grande dinosauro finora rinvenuto in Europa. I suoi resti sono venuti alla luce in Spagna, presso il sito di Riodeva, grazie al lavoro del paleontologo Rafael Royo. Lo scheletro di Turiasaurus, ben conservato e quasi completo, verrà utilizzato per creare un modello biomeccanico e capire in che modo si muovessero animali così grandi e con una colonna vertebrale lunga decine di metri. Turiasaurus aveva l'omero, l'osso più lungo della zampa anteriore, lungo 1 metro e 79 centimetri, cioè quanto un uomo adulto. Come tutti i sauropodi, Turiasaurus era un erbivoro enorme e quadrupede dalle zampe colonnari, si nutriva di vegetali, aveva la testa piccola ma il collo e la coda erano lunghissimi. Le sue dimensioni erano enormi: si stima che potesse essere lungo circa 38 metri, alto 9 e pesasse 48 tonnellate.

## Classificazione
La scoperta di Turiasaurus ha permesso agli studiosi di riconoscere un gruppo di sauropodi dalle caratteristiche uniche e dalle dimensioni enormi, i Turiasauria, i cui resti sono stati ritrovati quasi esclusivamente in Spagna in strati tra il Giurassico superiore e il Cretaceo inferiore: altri sauropodi appartenenti a questo misterioso gruppo sono Losillasaurus e Galveosaurus. Frammenti ritrovati in altre zone dell'Europa, principalmente denti, potrebbero inoltre appartenere ai turiasauri.

## Significato del nome
Il nome "Turiasaurus" significa "rettile di Turia", poiché "Turia" è il nome latino della provincia spagnola di Teruel, dove è avvenuto il ritrovamento.